# Kombinationsprogrammet för lärarexamen och masterexamen
Kombinationsprogrammet för lärarexamen och masterexamen (tidigare benämnd Kombinationsutbildningen för master-/ magisterexamen och lärarexamen) är en lärarutbildning vid Stockholms universitet som ursprungligen var ett samarbete mellan Stockholms universitet och Lärarhögskolan i Stockholm (numera sammanslagna). Samarbetet mynnade ut i en gemensam utbildning som startade hösten 2002. Från och med januari 2008 bedrivs utbildningen enbart vid Stockholms universitet som också utfärdar båda examina.
Utbildningen är på minst 300 högskolepoäng och leder till dubbla examina: en akademisk master- eller magisterexamen och en lärarexamen (yrkesexamen) med fokus på framtida undervisning vid gymnasieskolor.
Inom programmet finns 23 ingångar:
- Biologi
- Datalogi
- Data- och systemvetenskap
- Engelska
- Franska
- Fysik
- Geografi
- Historia
- Italienska
- Kemi
- Latin
- Litteraturvetenskap
- Matematik
- Praktisk filosofi
- Psykologi
- Religionshistoria
- Samhällskunskap med didaktisk inriktning
- Spanska
- Svenska
- Svenska som andraspråk
- Svenska som andraspråk för döva
- Teoretisk filosofi
- Tyska